# يبرود

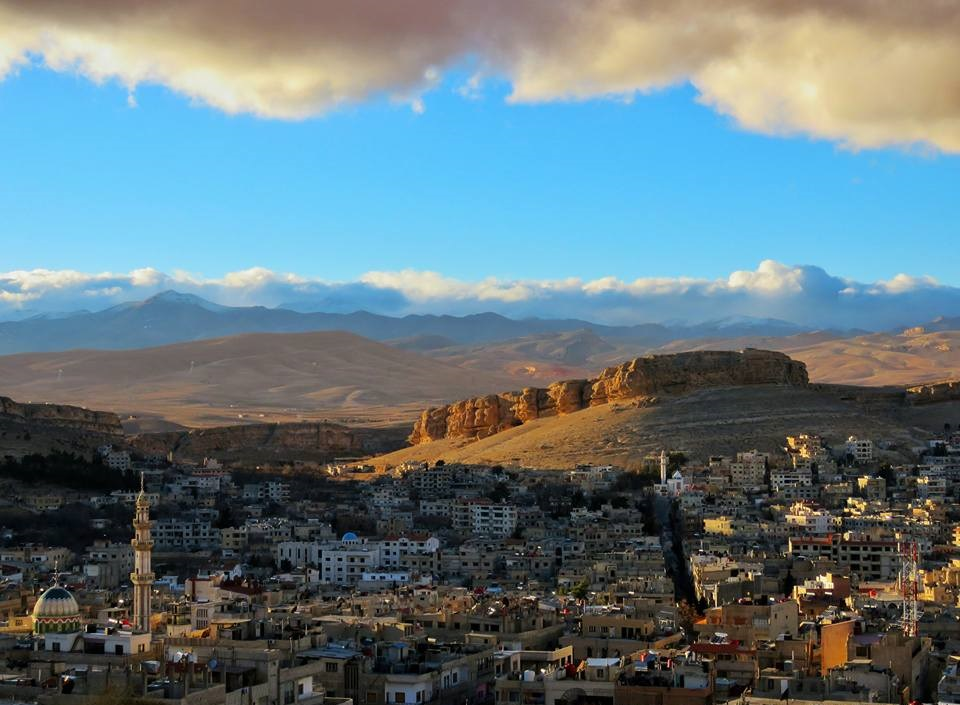
مشهد عام

يبرود مدينة سورية، وإحدى المدن المهمَّة على الصعيد الأثري، إذ فيها مجموعة كبيرة من المواقع والأبنية الأثرية التي تعود إلى عصور مختلفة بدءًا من العصور الحجَرية وحتى العصور الحديثة. وهي تُثبت تواصل السكن البشري فيها منذ أقدم الحِقَب وحتى الآن، الذي لم ينقطع إلا لبعض الأوقات ولأسباب مناخية. أقدم ذكر لها كان في كتابات الرُّقُم الفخَّارية المُكتشَفة في بلاد ما بين النهرين والمكتوبة باللغة الأكدية في عهد الملك آشوربانيبال ‘‘القرن السابع قبل الميلاد‘‘، كما ذكرها الجغرافي اليوناني كلاوديوس بطليموس ‘‘القرن الثاني للميلاد‘‘ في كتابه الجغرافية، وأشار ياقوت الحمَوي ‘‘1178- 1225 م‘‘ في كتابه معجم البلدان ‘‘ 5/ 427‘‘ إلى ينابيعها الباردة التي تصلُ حتى مدينة النبك القريبة، كما وصفها الرحالة الشيخ عبد الغني النابلسي في رحلته إلى الشام سنة 1105هـ/ 1693م.

## الموقع الجغرافي والمناخ

### الموقع[4]
تقع يبرود في سوريا شمالي العاصمة السورية دمشق بحوالي 77 كم وإلى الجنوب من مدينة حمص بحوالي 91 كم إلى يسار الطريق الدولي "M5" ضمن سلسلة جبال القلمون في الجزء الشرقي من سلسلة جبال لبنان الشرقية على ارتفاع حوالي 1.400 م عن مستوى سطح البحر، وتبعد حوالي 16 كم عن الحدود اللبنانية - السورية، وتقع المدينة ضمن معبر يفصل ما بين التقاء الهضبتين الثالثة والثانية كما وصفها بطليموس إذ تتألف سلسلة جبال القلمون من ثلاث هضاب متتالية تتجه من الغرب إلى الشرق.
يحيط بالمدينة من أغلب جهاتها جبال شاهقة الارتفاع تعلو فوق رؤوسها تيجان صخرية تكاد تنفرد في وجودها بهذا الشكل، ومن أبرز هذه الجبال جبل مار مارون ‘‘حوالي 1.900م‘‘، وجبل العريض وجبال الجرد الشرقية، كما يتوسط المدينة تل ‘‘القوز‘‘ وهو تل كلسي أجرد ارتفاعه حوالي 1.445 م، تم تشجيره من خلال مبادرة محلية قام بها أهالي المدينة.
إن موقع يبرود وتشكيل حوضها الجيولوجي يؤكد غناها بالمياه الجوفية ولكن طبيعة الأرض الجبلية تمنع تشكل الأنهار الكبيرة لذلك تتمد في أطراف المدينة العديد من الأودية والينابيع نذكر من الأودية وادي مشكونة، وادي اسكفتا، وادي قرينا، وادي حَرَيّا، وادي فليطا ووادي المَجَر، ومن الينابيع نذكر نبع عين كوشل، نبع الدير‘‘قرينا‘‘ ونبع اسكفتا.

### المناخ
يعتبر مناخ يبرود قارس البرودة في فصل الشتاء، إذ تلامس درجات الحرارة -16°ويكون الطقس في الصيف معتدل، رطب وبارد نوعاً ما ، أمطارها قليلة لوقوعها في ظل مرتفعات جبال لبنان الشرقية، معدلها أقل من 150ملم سنوياً، وتتساقط فيها الثلوج بشكل سنوي تقريباً، وتشير بعض الدراسات التاريخية إلى أن الملكة زنوبيا كانت تصطاف في المدينة أيام حكمها مملكة تدمر في البادية السورية.

## يبرود الكبرى والتقسيمات الإدارية
تقع منطقة يبرود ضمن محافظة ريف دمشق، هذه المنطقة مقسَّمة إلى ناحيتين، الأولى هي ناحية مركز يبرود التي تضم كلًّا من مدينة يبرود مركزًا إداريًّا، ورأس العين، ورأس المعرَّة، والصرخة ‘‘بخعة‘‘. والأُخرى هي ناحية عسال الورد التي تضم كلًّا من عسال الورد مركزًا إداريًّا، والجبة ووادي النعيم. ويتبعها منطقة تحوي العديد من المصانع والمزارع تسمَّى ريما على جانبي الطريق الممتد بين يبرود ومدينة النبك.

## أصل التسمية
يوجد عدّة تفاسير لأصل اسم يبرود إذ قد يعود الاسم للعصور القديمة الساحقة ويُعتقد بأنه ربما جاء اسمها من البرد أو حتى من دلالة الاسم السامي المشترك لكلمة البرد، وعُرفت بالاسم ايبرودا ‘‘Iabruda‘‘ في العصرين الروماني والبيزنطي.
واعتمد البعض في تفسير أصل تسمية يبرود على معطيات علم اللسانيات وذلك بتفكيك اللفظ الآرامي إلى مقطعين ‘‘يب‘‘ و ‘‘رود‘‘ وذلك بالمقارنة مع اسم مدينة جيرود القريبة وبسب الفارق بين البلدتين على الواقع طبوغرافياً وجغرافياً واختلاف مستوى ارتفاعهما عن سطح البحر وتباين درجات الحرارة يمكن تفسير معنى المقطع ‘‘يب‘‘ مُرتَفع، و‘‘جي‘‘ مُنخَفَض وعليه يكون معنى اسم يبرود المكان المرتفع وجيرود المكان المنخفض، وأما دلالة كلمة ‘‘رود‘‘ فهي تعني الجماعة التي تنتسب إلى أمّ واحدة ‘‘عهد الإنسان القديم‘‘ وعلى هذا يمكن الأخذ باحتمال هبوط قسم من قبائل الإنسان القديم التي كانت تسكن في مغاور يبرود المرتفعة إلى منخفض بحيرة جيرود ‘‘مملحة جيرود حالياً‘‘ واستقرارهم من حولها.

## البعثات الأثرية
- الألماني ألفرد روست Alfred Rust الذي اكتشف بالمصادفة الأماكن الأثرية في يبرود وقام بأربعة مواسم بين سنتي 1930 - 1933م. وقد نشر نتائج أبحاثه سنة 1950م. في كتاب "(Die Höhlenfunde von Jabrud (Syrien" باللغة الألمانية، وبالعربية «مكتشفات مغاور يبرود» الذي ترجمه محمد قدور إلى العربية سنة 1987م. وقدم فيه مقارنات ممتعة مع مواقع المشرق العربي والمواقع الأوروبية، وكان حصيلة أول تنقيب منهجي وعلمي منظّم في مواقع عصور ما قبل التاريخ السورية.[8]
- وأجرى بعد ذلك الأب جوزيف نصر الله بين عامي 1934 - 1940م. وبتكليف من مديرية الآثار السورية، مجموعة من التحريات الأثرية المتعلقة بمنطقة يبرود والقلمون خلال مختلف الحقب التاريخية، وقد تم نشر معظم نتائج هذه الدراسات في مجلة الحوليات الأثرية السورية.
- أجرت المديرية العامة للآثار والمتاحف بعض التنقيبات والتحريات الأثرية في يبرود بين عامي 1964 - 1965 قادها علي أبو عساف[9] وقاسم طوير وذلك إثر ظهور بعض المدافن مصادفة في موقع خابية الرشيدة شمال وادي اسكفتا.[10]
- كما أجرت بعثة يابانية بإدارة كلٍ من سوزوكي Suzuki وكوبوري Kupori بعض التحريات الأثرية في صيف عامي 1967 - 1968م. وركزت عملها على ملاجئ وادي مشكونة ووادي حريّا.[11][12]
- بعد ذلك قدمت بعثة أمريكية من جامعة كولومبيا في نيويورك، برئاسة رالف سوليكي Ralph Solecki وأنجزت ثلاثة مواسم تنقيب في الأعوام 1963 - 1964 - 1965م. شارك فيها مختصّون في الجيولوجيا والبالنتولوجيا، وبعد انقطاع، عادت نفس البعثة برئاسة رالف سوليكي وزوجته Rose Solecki إلى يبرود وأنجزت ثلاثة مواسم أخرى بين سنتي 1987 - 1989م. حيث أجرت مسحاً أثرياً للمناطق المحيطة بالمدينة وواصلت التنقيب في الملجأ الأول في اسكفتا، وقد رافقها العمل نور الدين عقيل من يبرود.[8]
- وبدأت بعثة أثرية ألمانية من جامعة توبنغن التنقيب في كهوف وادي مشكونة بين سنتي 2007 - 2010 م. برئاسة نيكولاس كونارد Nicholas Conard.[13]

## الاستكشافات الأثرية
بدأت الأعمال عام 1930 مع ألفرد روست فشملت تحرياته إجراء مسح أثري في منطقة يبرود لمسافة 15 كم، كشف من خلاله عدداً من المواقع الأثرية التي تميزت بغناها بالأدوات الصوانية. كما شملت الدراسة ستة ملاجئ وكهف، تم تنقيب ثلاثة منها في وادي اسكفتا، الذي وصفه روست أنه أشهر وديان الشرق في عصور ما قبل التاريخ. وقد سكن هذه الملاجئ إنسان الهومو إركتوس والنياندرتال والإنسان العاقل، بشكل متواصل وكثيف استمر أكثر من مئتي ألف عام، امتدت من العصر الحجري القديم ‘‘Palaeolithic‘‘ الأدنى والأوسط ثم الأعلى، فالعصر الحجري الوسيط ‘‘Mesolithic‘‘، ثم الحجري الحديث ‘‘Neolithic‘‘. واستطاع روست التعرف على حضارة جديدة لها أساليب خاصة في صنع الأدوات الحجرية وكان أكثرها تمييزاً من حيث طريقة التصنيع أطلق عليها روست اسم ‘‘الثقافة اليبرودية‘‘، وهي حضارة محلية أصيلة وإن تشابهت مع الصناعات الأشولية والموستيرية واللفلوازية ذات الانتشار العالمي الواسع.
- أما نتائج بعثة روست التي سار على اساسها البعثات اللاحقة جاءت كالتالي:
  - الملجأ الأول (I): وهو الأهم، يمتد نحو 35 م على طول أسفل الجرف الصخري في وادي اسكفتا، وبعمق (أفقي) وسطي 6 م، وارتفاع نحو 20 م، سماكة التوضعات الأثرية فيه 11.5 م. عملت في هذا الملجأ كل من بعثة روست وبعثة سوليكي، وتعرفت على خمس وعشرين طبقة أثرية وجيولوجية، يمتد تاريخها من 200.000 ـ 40.000 ق.م. ‘‘عصر حجري قديم‘‘ وتنتمي إلى مجموعة ثقافات هذا العصر ومنها الثقافة الأشولينية، والأورينياسية، والموستيرية، واللفلوازية، والميكوكية، واليبرودية المحلية. وهناك انقطاع في السكن خلال بعض الحقب، تعود لأسباب مناخية. عثر في الملجأ على أدوات صوانية متنوعة من أهمها المقاحف اليبرودية المتطورة ‘‘طولها 5 - 8 سم‘‘، والأزاميل ‘‘محافر‘‘، والفؤوس ‘‘بدءاً من الطبقة 24‘‘، والنصال، والمكاشط، المثاقب، وأسنة السهام، والمدى، والشظايا، والنوى. كما عثر على مواقد محاطة بأحجار كبيرة، ولقى أخرى منها: صفيحة مجَّلوة من العظام ومخارز عظمية، وقطعة عظمية عليها آثار أنياب حادة، وآثار صباغ أحمر طبيعي، وقشور البيض، وقطع من الحجارة الكلسية المشذبة لتعطي شكلاً مستديراً. وثمة بقايا عظمية وعضوية لحيوانات السهوب، مثل: الحصان الكبير ‘‘إيكيوس كابولوس Equus Caballus‘‘، والحصان الصغير، ووحيد القرن ‘‘عثر على فكه العلوي‘‘، والدب، والوعل.
  - الملجأ الثاني (II): يقع على الحافة الشمالية لوادي اسكفتا وهو يشبه المغارة مستديرة الشكل، تكوّن بفعل عوامل الحت والتعرية على الصخور الكلسية، عرض الملجأ 20 م وعمقه 8 م. توجد في واجهته الداخلية قاعدة عريضة ارتفاعها 1 م، نُحتت فيها قبور تعود إلى العصر الروماني. عملت فيه كلا البعثتين السابقتين، وتبين أنه يتضمن عشر طبقات أثرية، يمتد تاريخها من 40.000 ـ 10.000 ق.م،‘‘عصر حجري قديم أعلى ـ عصر حجري وسيط‘‘ تنتمي إلى الثقافة الموستيرية المتأخرة، واليبرودية المحلية، والأورينياسية بمراحلها، ثم النطوفية. عُثر في الملجأ على الكثير من الأدوات الحجرية التي بدأت تصغر ويزداد عددها في الطبقات الأحدث ‘‘بدءاً من الثانية‘‘، منها: المكاشط، الأزاميل، أسنّة السهام، النصال، المثاقب، الشظايا، النوى وأحجار المقاليع، علاوة على بعض المواقد، وعظام الحيوانات. وثمة أدوات مصنوعة من العظام ومنها بعض الأسنة، والصدفيات المثقوبة، التي يعتقد أنها استخدمت حلياً للزينة. وعثر على مساحيق حجرية، وحوّار أحمر ‘‘للتلوين‘‘، مع قطع ذات لون أحمر من المعتقد أنه كان يؤخذ منها أجزاء صغيرة كان يتم سحقها على ألواح مسطحة من الحجر الكلسي القاسي التي طلي جانب منها باللون الأحمر. وربما كان اللون الأحمر يستخدم لطلاء الجسم والأشياء الأخرى ذات البعد الطقسي. كما عثر على قطع من القار لاستخدامه في صناعة الإسفلت بعد تسخينه، ومن ثم لطلاء مقابض الأدوات أو لإحكام ربطها. مع العلم أن الإسفلت غير متوفر في منطقة القلمون وكان يجلب من مسافة لا تقل عن 50 كم. وعثر في هذا الملجأ على مواقد بسيطة الشكل حفرت أحياناً ضمن الأرضية، ووصل قطر موقد الطبقة الرابعة نحو 1 م وأحيط بصف من الحجارة.
  - الملجأ الثالث (III): يقع في الجهة الشمالية من وادي اسكفتا، يتألف من تجويفين مترابطين شكلهما شبه كروي، يتوضعان في منتصف المسافة بين الملجأين الأول والثاني، طول كل منهما 7 م وارتفاعه 6 م، سماكة التوضعات الأثرية فيه نحو 3.5 م، تضمن عشر طبقات أثرية. وظهرت فيه دلائل واضحة لإقامة مجموعات الإنسان العاقل، الأكثر تطوراً من سابقتها، وذلك خلال العصر الحجري الوسيط والعصر الحجري الحديث ‘‘10000 ـ 7000 ق.م‘‘ وقد عُثر فيه على أدوات صوانية، منها الأزاميل، المثاقب، النصال، أسنّة السهام، المقاحف، المِدى، والأدوات الميكروليتية، والنوى والحلي الصدفية. كما عثر على مواقد بشكل حفرة يصل قطرها حتى 40 سم، أحيطت أحياناً بقطع حجرية، وثمة مدقات حجرية صغيرة ورحى، وقطع حجرية من الحوّار الأحمر، وحلي من الأصداف، وتميزت الطبقة الأولى العائدة إلى العصر الحجري الحديث، بوجود كسر من آنية حجرية وأسنة عاجية. تنتمي لقى هذا الملجأ إلى الثقافات: الأورينياسية الحديثة، والنطوفية، والقفصية والثقافات المحلية ‘‘الفليطية والنبكية والاسكفتية‘‘.
  - الملجأ الرابع (IV): ويقع أيضاً شمالي وادي اسكفتا في جبل شميس، وهو يطل نحو الجنوب. أبعاده 20 × 8 × 8 م، أجرى فيه روست سبراً بسيطاً، دون أن يكتب شيئاً عن نتائجه، لكن سوليكي تدارك الأمر وأجرى مجموعة من الأسبار أظهرت أن سماكة التوضعات الأثرية فيه 11.35م، تضمنت 22 طبقة رئيسية، تدل أدواتها الصوانية، على أنه أقدم من الملجأ الأول، أي أن تاريخه يعود إلى ما قبل 200.000 سنة. ورغم عدم العثور على مواقد، إلا أن آثار النار ظهرت واضحة على عدد من الأدوات الصوانية في الكهف. ودلت دراسة بقايا عظام الحيوانات على وجود الحصان، الوعل، الكركدن، الغزال، الأسد، الدب الأسمر، السلحفاة، وحيد القرن وغيرها، وقد عثر على كمية كبيرة من عظام الخيول، وثمة آثار لطبعات قوائم عدد من الحيوانات، منها السلحفاة، الخيول، الكركدن ومئات الطيور. أما الأدوات الصوانية في هذا الملجأ فكان أكثرها من الفئة المسننة، والمِدى الطبيعية الظهر، على شكل نصال، والأدوات المفرّضة، وهي، رغم تفردها، تشبه أدوات مغارة الطابون (طبقة G)، بجبل الكرمل في فلسطين، ومغارة أم قطفة بوادي خريتون في الأردن، التي تنتمي إلى الثقافة الأشولية، علاوة على الأدوات التي تنتمي للثقافة الموستيرية. ورأى سوليكي أنه من المفيد أن يطلق على النوع الذي تميز به هذا الكهف من الأدوات بنوع ‘‘شميس‘‘.
  - الملجأ الخامس (V): يقع غربي الملجأ الثاني ولم يتم التنقيب فيه.
  - الملجأ السادس (VI): يقع على طريق النبع في اسكفتا، عثر فيه سوليكي على بقايا مختلطة لأدوات العصر الحجري القديم الأوسط والأعلى، مع بقايا أحدث تتضمن بعض الكسر الفخارية.
  - الكهف (I): يقع مقابل الملجأ الأول في جبل شميس شمالي وادي اسكفتا، وهو أشبه بنفق عرضه 13 م وارتفاعه 7 م، ويتسع في الداخل إلى 30 م. تحول إلى مسكن في العصور التاريخية، وأزال قاطنوه بقايا العصر الحجري القديم. تدل آثار التوضعات الأثرية الباقية على جدرانه أن سماكة الطبقات الأثرية فيه بلغت ستة أمتار. أما الأدوات الصوانية الباقية فهي قليل من الأدوات التي تنتمي إلى الثقافة اللفوازية.
- كما نقبت البعثة اليابانية بإدارة كل من سوزوكي وكوبوري في صيف عامي 1967 و 1968 ضمن ملجأين في الجانب الشرقي من وادي مشكونة، عثُر فيهما على أدوات حجرية أهمها النصال والمثاقب، والتي يعود تاريخها إلى العصر الحجري القديم الأوسط. ونقبت أيضاً في عدد من كهوف ومصاطب وادي حريّا، وعثرت على مجموعة كبيرة من الأدوات الصوانية والآثار التي  تعود إلى العصر الحجري القديم.
- علاوة على تنقيب الملاجئ والكهوف السابقة، ثمة  آثار أخرى مبعثرة في الجروف الصخرية الممتدة على طرفي وادي مجر يبرود، وعلى سفوح الجبال الواقعة إلى الشرق من بلدتي يبرود ومعلولا، وكلها سُكنت في عصور ما قبل التاريخ. وقد كشف الأب جوزيف نصرالله العديد من الكهوف والملاجئ في أودية يبرود ومحيطها ومنها وادي اسكفتا ووادي فليطة ‘‘طوله 3 كم وعرضه 500 م‘‘، وفي سهل «سيل البلاط»، ووادي قرينا الذي عثر فيه على موقع يسمى ‘‘مغارة العبدة‘‘ تبين أنه ينتمي إلى الحضارة النطوفية، فيما تعرَّفَ في موقع ‘‘الفقرا‘‘ وفي موقع ‘‘ضهر النجاسة‘‘ على أدوات حجرية يعود تاريخها إلى العصر الحجري النحاسي وتنتمي للحضارة الغسولينية في فلسطين. أما في وادي مشكونة و‘‘دير المايدة‘‘ ووادي فليطة فقد عثر الأب نصرالله على مواقع تعود إلى العصرين الحجريين القديم والوسيط. وقد استنتج، من خلال الدراسة التي أجراها على منطقة لا يتجاوز امتدادها 6 كم، ووجد فيها ما لا يقل عن عشرين موقعاً أثرياً، ومثلها في منطقة النبك، أن منطقة يبرود والقلمون كانت غنية جداً وكثيفة السكن خلال مختلف العصور الحجرية.
- تشكلت البعثة التي اجرتها المديرية العامة للآثار والمتاحف بقيادة كل من علي أبو عساف وقاسم طوير بعد ظهور عدد من المدافن التي اكتشفها مصادفة أحد الفلاحين في موقع خابية الرشيدة شمال وادي اسكفتا، وأجرت موسماً تنقيبياً قصيراً سنة 1964، أعقبته بموسم آخر سنة 1965. وقد تمكنت البعثة من العثور على تسعة مدافن كنعانية أمورية يعود تاريخها إلى الفترة الممتدة بين 1950 - 1500 ق.م أي ما يعرف بالعصر البرونزي الوسيط (الألف الثاني ق.م). توضعت المدافن على عمق 30 - 50 سم، وقد حفرت ضمن صفوف شبه منتظمة ومتوازية في الاتجاهين. وهي ذات شكل صندوقي تشبه الدولمن، تتجه أبوابها نحو الشمال، بنيت بشكل بسيط من حجارة كلسية كبيرة الحجم غير مشذبة، وسقفت ببلاطات كبيرة أغلقت فراغاتها بالحجارة الصغيرة والطين. أبعادها بشكل وسطي نحو 240×135 سم، وهي من نموذج انتشر في جنوبي بلاد الشام، تشابه مدافن مجدو وتليلات الغسول والعظمية في فلسطين، كما تشبه مدافن بعض المواقع السورية الأخرى ومنها بعض مدافن أوغاريت وتل أحمر. تدل مدافن يبرود على أنها مدافن عائلية جماعية، يحتوي كل مدفن على ما لا يقل عن رفات خمسة أشخاص. عُثر في المدفن رقم (3) على جزء من عمود فقري يخترق إحدى فقراته رأس نصلة رمح برونزي، تدل على أن صاحب القبر مات مقتولاً. وتميز المدفن رقم (4) بوجود عشرة هياكل عظمية، ويبدو أنه ظل مستخدماً لفترة طويلة تقارب الأربعة قرون للعثور فيه على ختمين أسطوانيين، يعود تاريخ الأول إلى العصر البابلي القديم نحو 1800ق.م ، أبعاده 2.60×1 سم، وهو من حجر الهيماتيت ‘‘أسود لامع صلب‘‘، يحمل نقشاً يمثل إلهة ترتدي على رأسها تاجاً له قرنان، وثوباً طويلاً فضفاضاً، أمامها ملك يرتدي خوذة وثوباً قصيراً يضع يده اليسرى على حزامه. يفصل بين الإلهة والملك صولجان، يعلوه هلال، وبين فتحتيه الشمس، وبجانبهما ثلاثة أسطر: ‘‘سن - لو - أبلُط، ابن - زابا - با - خاصير، خادم الإله سن‘‘. أما الختم الثاني، فقد عثر عليه في أعلى المدفن، ويعود إلى العصر الميتاني 1500 - 1350 ق.م. صنع من عجينة زجاجية، وهو ذو لون أزرق، أبعاده 2×0.9 سم، يمثل رجلاً سائراً يرتدي خوذة على رأسه، وثوباً قصيراً، ويمسك بيده اليمنى شجرة نخيل، ويشاهد وراءه في الأعلى خط حلزوني تحته صورة غزالين مربوطين يلتفتان إلى الوراء. واحتوى هذا المدفن أيضاً على مجموعة متميزة من الأثاث الجنائزي مما يدل على أنه كان يضم رفات شيخ العشيرة أو أحد علّيّة القوم. وقد عثر في المدافن على: أربعة فؤوس كنعانية ‘‘ذات العينين‘‘، يوجد شبيهاً لها في أوغاريت وجبيل وأريحا في فلسطين، وكشف مؤخراً عن شبيه لها في بلدة زاكية جنوب دمشق. كما عثر على ثلاثة خناجر تختلف عن بعضها من حيث الحجم وتقنية التصنيع، وثمة سكاكين برونزية بسيطة حادة الشفرتين والرأس، وعثر على نصال رماح، نبال، مشابك ثياب، مسلات، أساور، حلي ‘‘أقراط وخواتم وأطواق وخرز والخ.‘‘، بعض التمائم وعدد من الأواني الفخارية ومنها الصحون، السرج، القصعات، أباريق الزيت، الحقق، والجرار والأباريق العادية. أما نتائج تنقيب الموسم الثاني الذي قام به أبو عساف فقد تمكن من خلال بعض الأسبار، من الكشف عن بقايا بعض أساسات المنازل السكنية من النوع البسيط، لأحدها شكل شبه مستدير أبعاده 6×3 م يتضمن موقدين، ربما كان بقايا خيمة أو كوخ من القصب. كما تم العثور على جرن صغير، وهو من الحجر الكلسي وبجانبه مدقات من نفس نوع الحجر، ومسن من الحجر الأخضر المعدني، وكسر فخارية، وكلها من العصر الحجري النحاسي/ الكالكوليتي - الألف الرابع ق.م. وفي الطبقة الأعلى تم الكشف عن بقايا سكنية بدائية قوامها بيت مستطيل الشكل، ومستودعات أسطوانية الشكل بلغ عمقها نحو 2 م وقطرها 1 م، طليت من الداخل بالمونة الطينية. وقد عثر على أجزاء من أوانٍ وقدور فخارية، وعدد من الأكواب تشبه أكواب حماه، وجعلان مصري مصنوع من عجينة زجاجية ذو لون أزرق عليه صور كلب وطائر وبعض الإشارات، كما عثر على ثقالات أنوال النسيج من الحجر الكلسي، ورؤوس مغازل صغيرة ورقيقة، يعود تاريخها، مع المواد السابقة إلى الفترة 2400 - 1900 ق.م. كما عثر في سبر آخر على تمثال برونزي له مثيل في جبيل، يعود تاريخه إلى الفترة ما بين 2300 - 2100 ق.م. وقد أثبتت هذه الأسبار استيطان الموقع من قبل سكان متنقلين ‘‘بدو‘‘ خلال الألف الرابع ق.م. وعند نهاية الألف الثالث ق.م طرأ تبدل حضاري على المنطقة وقدم سكان جدد كانوا من البدو أيضاً. وبحلول الألف الثاني هجرت منطقة خابية الرشيدة وتأسست مدينة وسط سهل يبرود ‘‘تل القبع‘‘، ومن المعتقد أن جماعات جديدة طردت السكان القدماء وأقامت في منطقة سكناهم قبورها، فيما اختارت بقعة أخرى ‘‘وسط يبرود‘‘ لإقامة بيوتها عليها.
- أما أعمال بعثة جامعة توبنغن الألمانية[14][15][16] التي يقودها نيكولاس كونارد، وهي آخر البعثات التي عملت في يبرود، فقد تركزت على أحد ملاجئ وادي مشكونة الصخرية وكهف عين دبور، وتمكنت من الكشف عن عشرين طبقة أثرية وجيولوجية فيه ‘‘حتى عمق 4 م‘‘، يعود تاريخها إلى العصر الحجري القديم الأوسط، ومرحلة الانتقال للقديم الأعلى. وقد اكتشفت آلاف الأدوات الصوانية التي ينتمي معظمها إلى الثقافة اللفلوازية، من أهمها: الأزاميل، المكاشط، الشظايا والنوى. وبيّنت دراسة العظام وجود أنواع من الحيوانات الثديّة وبعض الطيور، ولُوحظ وفرة في عظام الخيل، وحمار الوحش، والغزال والأرنب، والسلحفاة.